# Йосано (Кіото)

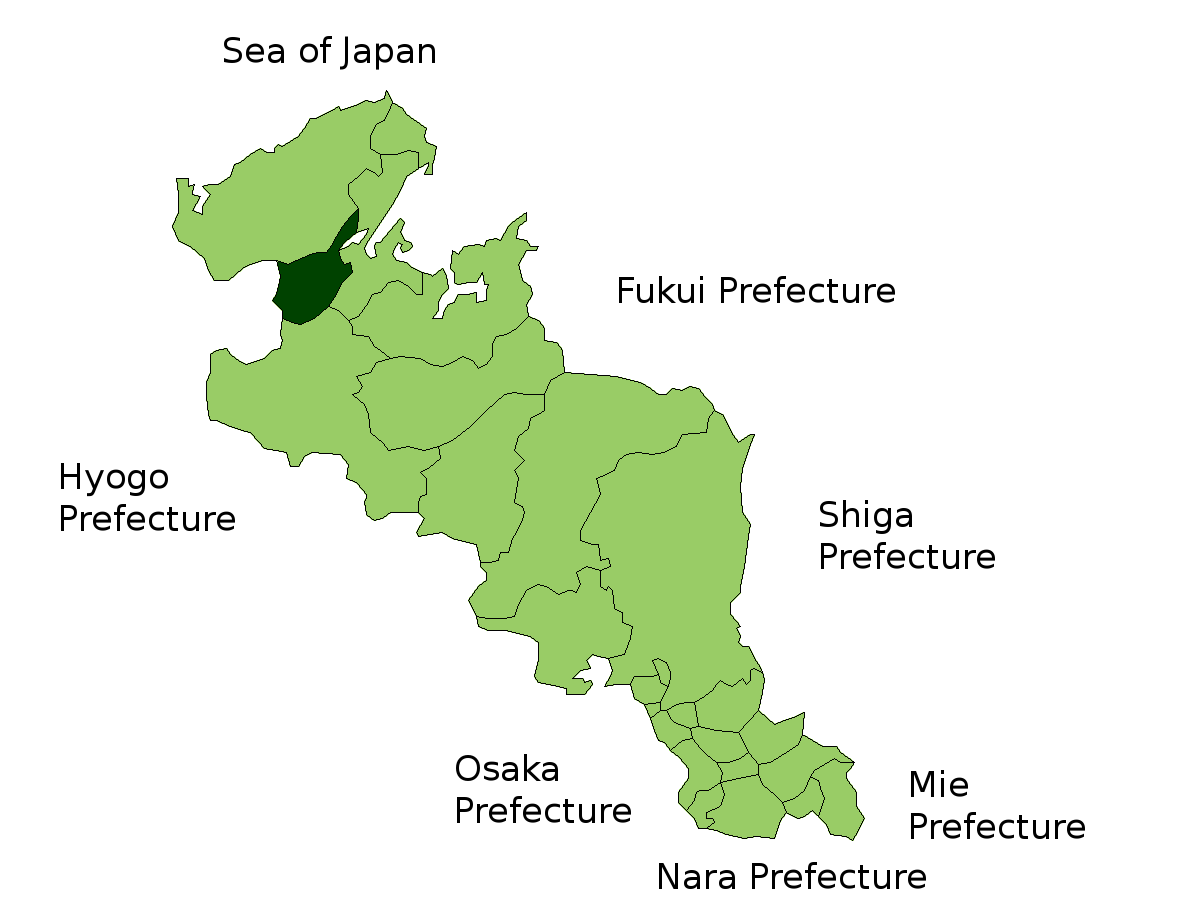

Йоса́но (яп. 与謝野町, よさのちょう, МФА: [josano t͡ɕoː]?) — містечко в Японії, в повіті Йоса префектури Кіото.  Отримало статус містечка 2006 року. Площа становить 107,04 км². Станом на 1 жовтня 2017 року населення складало 21 053  осіб, густота населення — 197 осіб/км².   